# Moderator de neutroni
Moderatorul de neutroni (sau simplu, moderator) este o componentă a miezului reactorului nuclear necesar pentru încetinirea neutronilor rapizi rezultați din reacția de fisiune în vederea creșterii eficienței de producere a unor noi acte de fisiune. Moderatorul trebuie să fie constituit din elemente ușoare, care permite neutronilor să se ciocnească fără a fi capturați. Ca moderatori se utilizează apa, apa grea sau grafitul.